# Herba ramblera
L'andracne (Andrachne telephioides), és una planta petita del gènere Andrachne i de la família Phyllanthaceae. Aquesta planta produeix flors mascles i flors femelles.
Addicionalment pot rebre els noms d'herba ramblera i ramblera.

## Distribució i hàbitat
L'andracne es troba en tota la conca mediterrània, en zones muntanyoses de poca altitud. Aquesta planta forma part de la flora d'algunes muntanyes de vegetació semiàrida, com la serra del Montsant.
És fàcil trobar l'andracne a la vora dels camins, entre les roques i als erms. Les fulles d'aquesta planta serveixen com aliment de les erugues d'algunes papallones de la família Lycaenidae o blavetes, com la Chilades trochylus, que es troba a la zona oriental del Mediterrani.
En italià es coneix amb el nom de porcellana greca i en àrab com a لبانة (l'baana).

## Espècies relacionades
Andrachne aspera, també una espècie d'aquest gènere, conté alcaloides molt potents.